# Đường tỉnh 155
Đường tỉnh 155 hay tỉnh lộ 155, viết tắt ĐT155 hay TL155, là đường tỉnh ở nối thị xã Sa Pa và huyện Bát Xát thuộc tỉnh Lào Cai, Việt Nam.
Đường xuất phát từ điểm giao với Quốc lộ 4D ở phường Ô Quý Hồ, thị xã Sa Pa.
Đường đi hướng bắc, qua các xã Ngũ Chỉ Sơn, Pa Cheo tới xã Bản Xèo nối vào Đường tỉnh 158 tại Ngã ba Bản Xèo thuộc huyện Bát Xát. 22°32′13″B 103°44′37″Đ / 22,53694°B 103,74361°Đ
Toàn tuyến đường dài khoảng 28 km.